# 지카바이러스
지카바이러스(영어: zika virus, ZIKV, 포르투갈어: Vírus Zika, 문화어: 지카비루스)는 플라비 바이러스과와 플라비바이러스속에 속하는 바이러스로, 숲모기를 통해 전염된다. 사람에서는 지카열로 알려진 가벼운 증상의 병을 일으키는데, 이 병은 1950년대 이후로 아프리카에서 아시아에 이르는 좁은 적도 대 안에서 발생하는 것으로 알려졌다. 2015년 5월 브라질에서 처음으로 환자가 등장했다. 2014년에 지카 바이러스는 태평양을 건너 프랑스령 폴리네시아와 이스터섬, 2015년에는 중앙 아메리카, 카리비안, 남아메리카에서 발생했다. 지카 바이러스는 범유행의 수준에 이르렀다. 증상은 가벼운 뎅기열과 같고, 휴식을 통해 치료하며, 약이나 백신으로 예방할 수 없다. 지카 열병은 다른 절지동물매개성 플라비바이러스에 의한 황열병과 웨스트 나일 열병에 관련되어 있다. 현재로서는 지카 열병이 바이러스에 감염된 산모에게서 난 신생아의 소두증과 관련되었을 수 있다고 여겨진다. 2016년 1월, 미국 질병통제예방센터(CDC)는 열병이 발생한 나라의 여행에 대한, 주의의 강화와 여행의 연기, 임신한 여성을 위한 안내를 포함하는 안내문을 발표하였다. 곧이어 다른 정부와 보건 단체에서도 유사한 여행 경고를 발표하였고, 콜롬비아, 에콰도르, 엘살바도르, 자메이카에서는 위험에 대해 더 알게 되기 전까지 여성의 임신을 연기할 것을 권고하였다.

## 바이러스학
같은 과의 다른 바이러스들처럼 지카 바이러스는 막에 싸여 있고 분할 되지 않은 외가닥의 양성가닥 RNA 게놈의 정이십면체이다. 이 바이러스는 스폰드웨니 바이러스와 가장 밀접하게 상관돼 있고 스폰드웨니 바이러스 계통군의 두 바이러스 중 하나이다.
지카 바이러스는 1947년 우간다 지카 숲의 히말라야원숭이로부터 처음으로 분리되었고, 1968년에는 나이지리아에서 사람으로부터 최초로 분리되었다. 1951년부터 1981년까지, 사람에 전염된 증거가 중앙아프리카공화국, 이집트, 가봉, 시에라리온, 탄자니아, 우간다 등 아프리카의 여러 나라로부터 보고되었고, 인도, 인도네시아, 말레이시아, 중화민국, 태국, 베트남, 일본 등을 포함한 일부 아시아 국가에서도 보고되었다.
바이러스의 발병기전은 림프절과 혈류로 퍼진 후에 주입부 부근의 수지상 세포를 감염시키면서 시작되는 것으로 추정된다. 플라비바이러스는 일반적으로 세포질 안에서 복제하지만, 지카 바이러스 항원은 감염된 세포핵들에서 줄곧 발견되었다.
두 계통의 지카바이러스 즉 아프리카 계통과 아시아 계통이 있다. 계통학적 연구는 아메리카 대륙에 퍼진 바이러스가 2013년 발발 동안에 프랑스령 폴리네시아에 퍼진 아시아 계통에 가장 밀접하게 상관돼 있다는 것을 나타낸다. 이 지카바이러스의 완전한 게놈 서열은 공표되었다.

## 전파

### 매개체
지카 바이러스는 주간에 활동적인 모기에 의해 전파된다. 이 바이러스는 알을 낳는 암컷 이집트 숲모기(Aedes aegypti)가 주로 전파하지만 아프리카 숲모기(Aedes africanus)를 포함해서 모기의 외적인 부화 기간이 약 10일이면서 나무 위에서 사는 숲모기속의 여러 종으로부터 분리된 바 있다. 척추동물의 숙주는 주로 원숭이와 사람이다. 2007년에 시작된 현재의 범유행 전에는 지카 바이러스는 '풍토성이 강한 곳에서도 사람에게는 드물게 유행하는 감염'으로 여겨졌다.
매개체의 실제의 범위는 아직 알려져 있지 않다. 지카바이러스는 Anopheles coustani, Mansonia uniformis, Culex perfuscus와 함께 숲모기 속의 더 많은 모기에서 감지되었지만 그것만으로 그들을 매개체로 단정하기는 어렵다.
흰줄숲모기(Aedes albopictus)에 의한 전파가 가봉의 한 2007년 교외 지역의 발발에서 보고되었는데, 이 전파가 새로 이 국가를 침입해서 병존하는 치쿤구니야 및 뎅기열 바이러스 발생에 대한 주매개체가 되었다. 지카바이러스 감염을 실험실에서 확진한 이탈리아로 수입된 최초 두 증례가 프랑스령 폴리네시아에서 돌아온 바이러스혈증 여행객에게서 왔기 때문에 흰줄숲모기에 감염된 유럽 국가의 도시권에서는 현지 감염에 대한 우려가 있다.

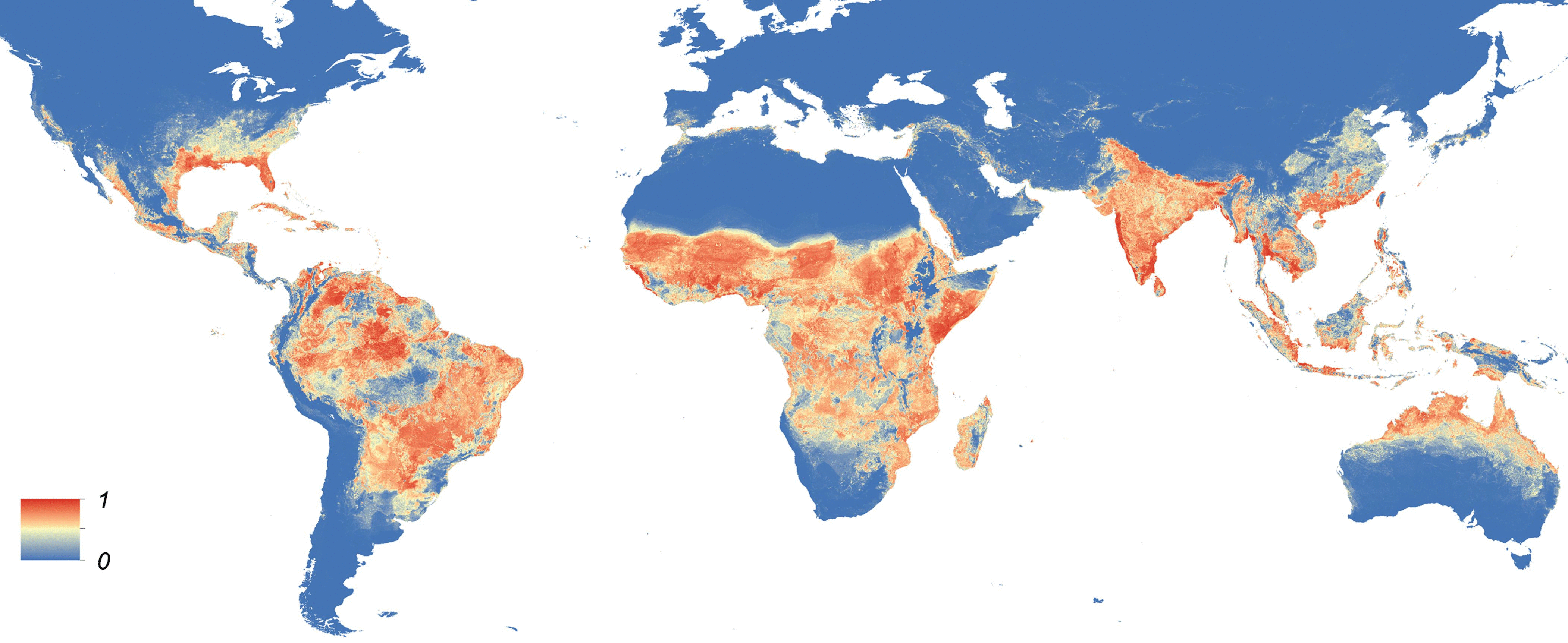
'이집트 숲모기'의 세계 분포. 지도에서 색깔은 발생 확률을 나타낸다. (파랑=없음, 빨강=가장 높음)

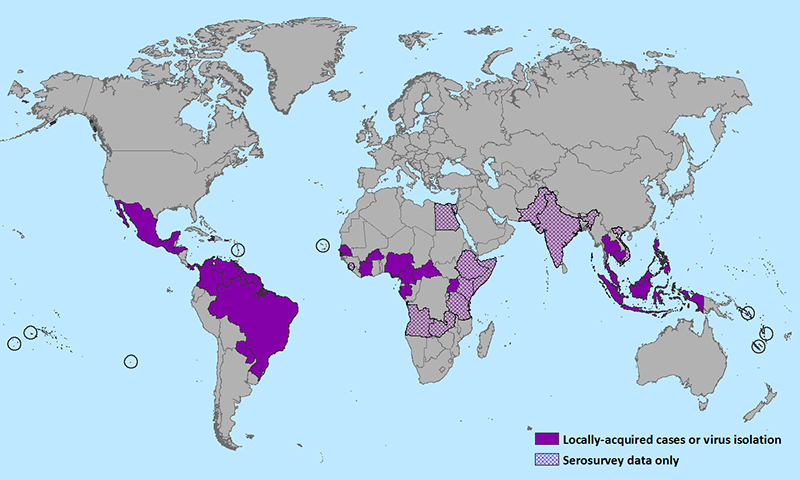
2016년 1월 지카바이러스의 전파. 보라색은 지역적으로 증례가 획득된 지역이거나 바이러스 격리 지역을, 빗금 친 보라색은 혈청학적 조사로만 나타난 지역을 보여준다.

지카 바이러스의 잠재적인 사회의 위협은 이를 전파하는 모기(매개체)의 분포로 한계를 정할 수 있다. 가장 많이 언급되는 지카 바이러스의 매개체인 이집트 숲모기의 세계 분포는 세계무역과 여행에 의해 확장되고 있다. 이집트 숲모기는 현재 역대 최대 규모, 북아메리카와 유럽 부근(마데이라 제도, 네덜란드, 흑해 북동 해안)을 포함한 모든 대륙으로 확장되어 있다. 지카바이러스를 전달할 수 있는 한 모기 개체군이 워싱턴 D. C.에 이웃한 캐피틀힐에서 발견되었고 유전적 증거는 이들이 적어도 그 지역의 네 연속적 겨울에 살아남았다는 것을 시사한다. 이 연구 저자는 이 모기들이 (미국) 북부 기후에 끈질기게 적응하고 있다고 결론지었다.
국제 보건 단체들의 현재의 관심은 라틴 아메리카와 카리브해 지역에 집중되어 있다. 범미주 보건 기구(Pan American Health Organisation, PAHO)에서 지역적인 지카 바이러스 전파가 있었음이 확인된 나라와 지역은 바베이도스, 볼리비아, 브라질, 콜롬비아, 도미니코 공화국, 에콰도르, 엘살바도르, 프랑스령 기아나, 구아테말라, 과들루프, 가이아나, 하이티, 온두라스, 마르티니크, 멕시코, 파나마, 파라과이, 푸에르토리코, 세인트마틴섬, 수리남, 베네수엘라 등이다. 묘하게도 지카 바이러스는 치쿤구니야 바이러스병의 세계 전파를 따르는 것처럼 보인다.

### 성적 감염
2009년 콜로라도주립대학교 절지동물매개성 감염병 연구소(Arthropod-borne and Infectious Diseases Laboratory)의 사례에서는 한 생물학자가 그의 아내에 지카 바이러스를 성적 접촉으로 감염시켰다. 그는 모기의 연구를 위해 세네갈을 방문했고, 수 차례 모기에 물렸다. 며칠 후 미국에 돌아갔을 때 지카열이 발병했으나, 이는 그의 아내와 무방비로 성관계를 가진 후였다. 그의 아내는 후에 빛에 극도로 예민해지는 등의 지카 감염 증세를 보였다. 이는 알려진 사례 중 사람 사이에 성적 접촉으로 곤충매개성 바이러스가 전파된 최초의 경우이다.

### 임신 중 감염
2015년, 지카 바이러스의 RNA가 두 태아의 양수 안에서 발견되어, 바이러스가 태반을 통과하여 태아감염을 일으킬 수 있음이 시사되었다. 2016년 1월 20일, 브라질 파라나 주의 과학자들은 태아의 소두증으로 임신중절한 여성의 태반에서 지카 바이러스의 유전 물질을 발견하여 바이러스가 태반을 통과할 수 있음을 확인하였다.

## 지카열

### 임상

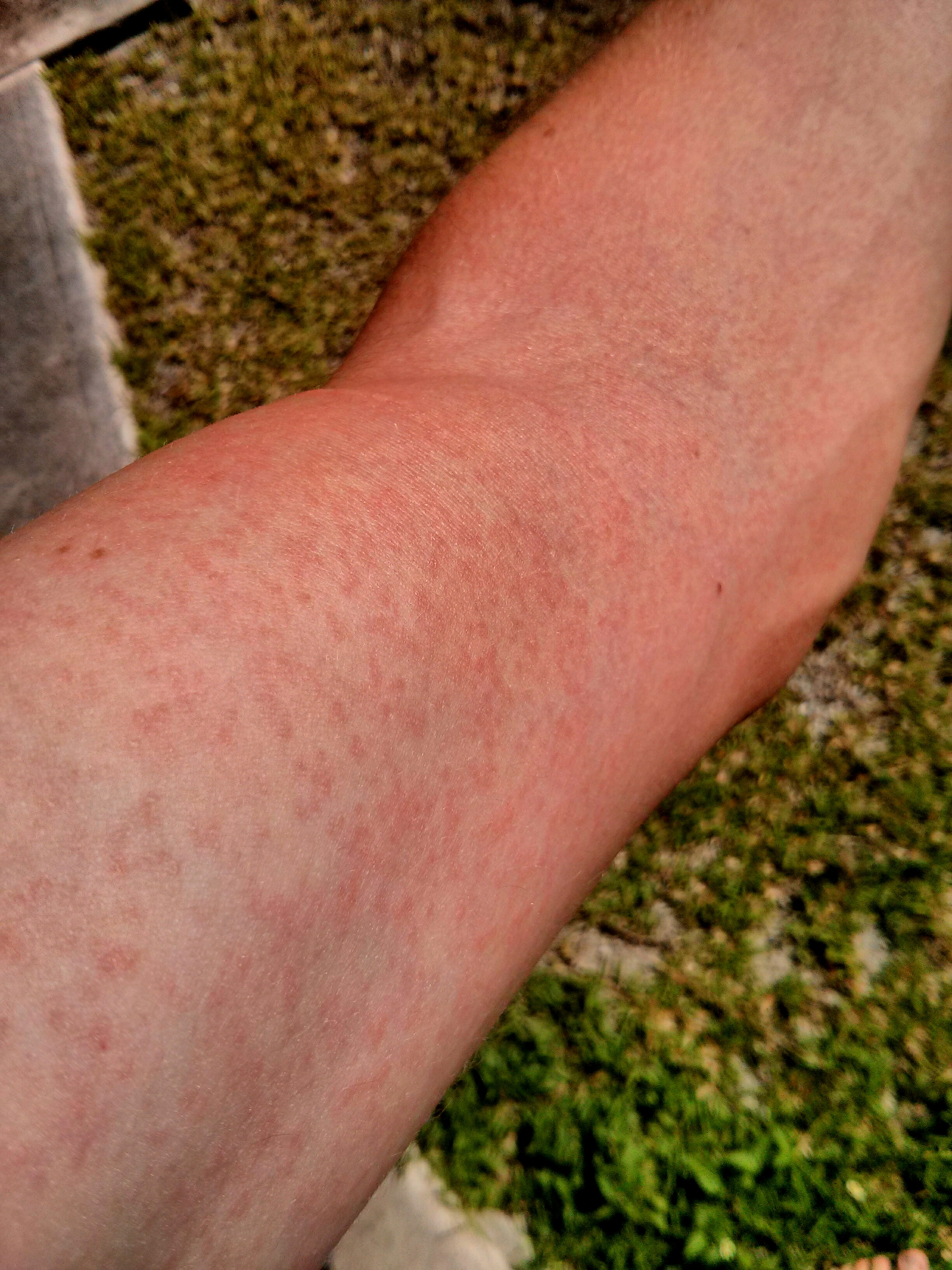
지카 바이러스로 팔에 돋은 발진

지카 바이러스 감염의 흔한 증상은 가벼운 두통, 반점구진발진, 열, 권태감, 결막염, 관절통 등을 포함한다. 1964년에 관련 증거가 많은 사례로서는 최초로 지카 바이러스가 묘사되었다. 이 병은 가벼운 두통으로 시작하여 반점구진발진, 열, 요통으로 진행되었다. 2일 안으로 발진은 사라지기 시작했고, 3일 안으로 열은 내리고 발진만 남았다. 현재까지 지카열은 범위가 한정되고 5명 중 1명 꼴로 증상이 나타나고 치명적이지 않은 상대적으로 가벼운 병이었다.
2016년 1월 현재까지 백신이나 예방약은 없다. 병의 증상은 아세트아미노펜으로 치료하며, 아스피린과 다른 비스테로이드 항염증제는 출혈의 위험을 줄이기 위해 댕기열이 배제되었을 때에만 사용해야 한다.
프랑스령 폴리네시아 유행병에서는 길랭-바레 증후군이 73건 발생했고, 27만 명에서 지카열의 합병증일 가능성이 있는 다른 신경 상태가 발생하였다. 2015년 12월, 유럽 질병예방통제센터(European Centre for Disease Prevention and Control, ECDC)는 지카 바이러스가 선천성 소두증과 이러한 증후군이 연관될 수 있음을 종합적으로 갱신하여 발표하였다.

### 소두증
자료가 시사하는 바에 의하면, 임신 첫 3개월 동안 지카 바이러스에 감염된 임산부에게서 난 갓난아기는 소두증의 위험이 몇배로 더 증가한다. 2015년 12월 이후로 태아의 태반경유감염이 소두증과 두뇌 손상을 초래할 수 있음이 의심되었다. (하지만 증명되지는 않았다.) 어쨌든, 브라질 보건부(Ministry of Health)는 지카 바이러스와 소두증과의 관련성을 확인한 바 있다.

### 위험성
다른 뇌질환과도 관련 가능성이 제기되었는데, 감염환자들 가운데 6명에게서 자가면역질환성 뇌 신경 이상 증상이 나타났다. 이 중 길랑-바레증후군증이 포함되어 있으며 급성 산재성 뇌척수염(ADEM)도 나타났다.

### 치료와 예방

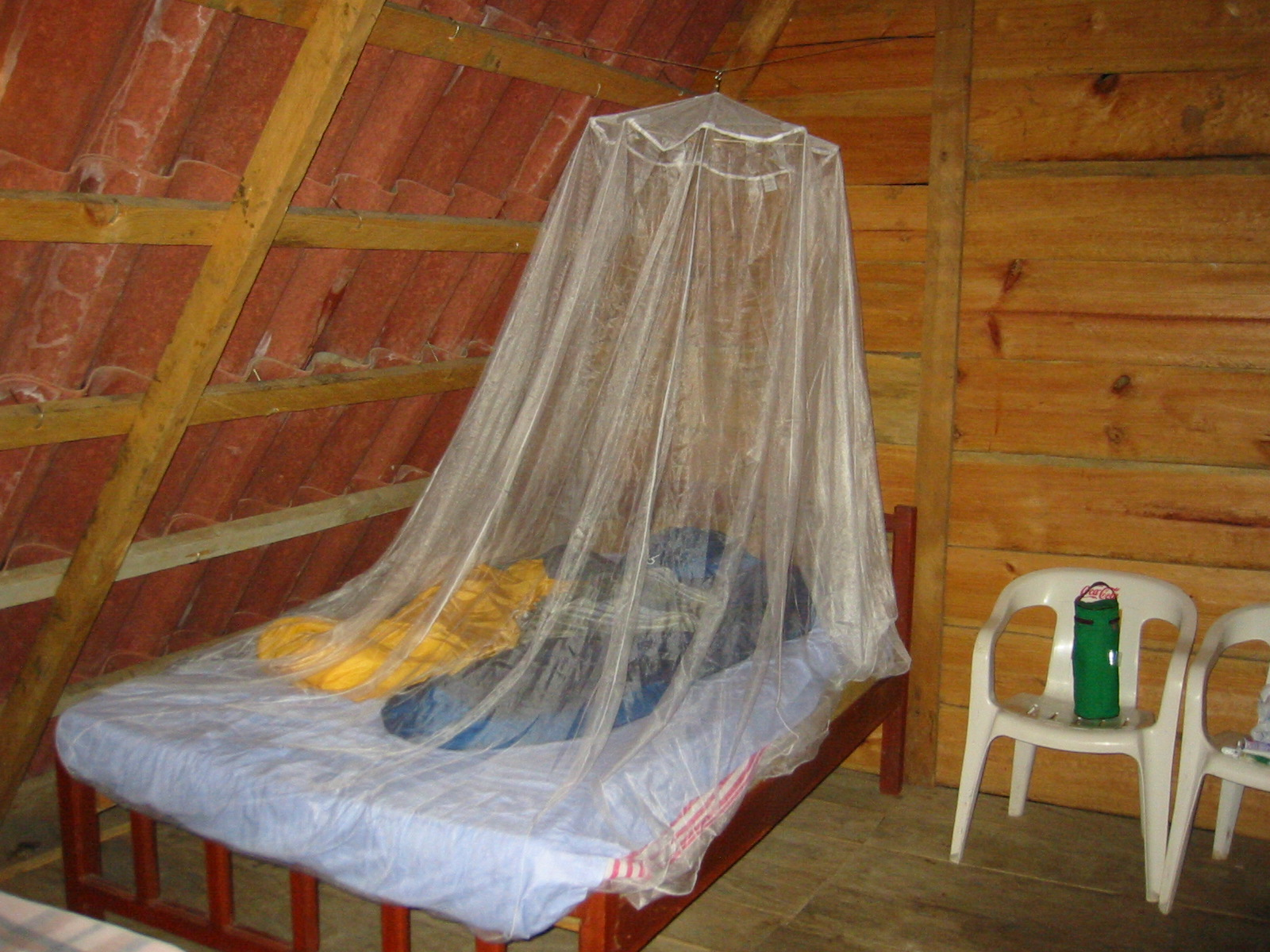
침대 위의 모기장

2013년, 지카바이러스에 대항하는 항바이러스제는 없으며 치료는 증상 관리에 기반을 두고 있다. 플라비바이러스에는 흔한 출혈을 유도할 수 있는 이부프로펜, 아스피린 사용을 피해야 하며, 열과 통증에 대처하기 위해 아세트아미노펜을 사용할 수 있다. 발진이 가려우면 디펜히드라민을 사용할 수도 있다.
2016년 초, 이 바이러스에 대항할 수 있는 치료제와 백신이 없었다. 이 바이러스의 NS1 항원에 대항하기 위한 방법으로는 면역글로불린 M과 면역글로불린 G를 감지하는 효소 결합 면역 침강 분석법 검사가 있다. 이 검사는 자동화되어 있으며 집단 선별 검사 운동을 채택했다. 백신이 없기 때문에 예방책은 살충제를 사용하면서 서식 장소(찻찬 받침, 배수로, 고인 물의 열린 저장소, 버려진 타이어 등)의 수를 줄임으로써 매개체를 통제할 수 있다. 긴 옷을 입는 것과 방충제와 방충망을 이용하는 것은 바이러스나 다른 질병의 잠재적 매개체인 모기에 물릴 위험을 줄여줄 것이다. 이 원칙은 새로운 매개체를 피하려는 일부 감염된 사람들에게도 적용된다.
이러한 이유로 새로운 지역에 질병을 전파하는 것을 막기 위해 아픈 사람이 여행하는 것은 권고되지 않는다. 프랑스에서는 보건부 장관 마리솔 투렌이 카리브해와 프랑스령 기아나로 임산부가 여행하는 것을 연기할 것을 ‘강력히’ 권고했다.

## 역사

### 원숭이와 모기의 바이러스 분리(1947년)
1947년 황열병을 연구하던 과학자들이 우간다 엔테베의 동아프리카 바이러스 연구소(Uganda Virus Research Institute ,UVRI) 부근의 지카 숲('지카'는 간다어로 '제멋대로 자람'을 의미)의 우리 안에 히말라야 원숭이를 두었다. 원숭이는 열병에 걸렸고, 연구자들은 원숭이의 혈청에서 전파성 물질을 분리하였고, 1952년에 처음으로 지카 바이러스로 기술하였다. 1954년에는 나이지리아에서 사람으로부터 바이러스가 분리되었다. 발견 이후 2007년까지 아프리카와 동남아시아의 확인된 지카 바이러스 감염 사례는 드물었다.

### 인간 감염의 첫번째 증거(1952년)
지카바이러스는 우간다와 나이지리아의 혈청학적 조사의 결과로 인간을 감염시킨다는 것이 알려졌다. 전연령층 84명의 혈청학적 조사(serosurvey)에서 50명이 항체를 지니고 40세를 넘는 전연령에서 면역이 되는 것으로 나타났다.
1954년이 되어서야 인간의 지카바이러스에 대한 성공적 분리가 공표되었다. 이 분리는 황열로 의심되는 황달에 대한 1952년의 발병 조사의 일환으로 이루어졌는데, 다시 말해 황달이 아닌 말라리아의 증거와 미열과 두통이 있는데도 3일만에 회복된 10살 여성의 혈액에서 발견된 것이다. 이 혈액을 15마리 경과까지 계속된 실험용 쥐의 뇌에 주입했다. 그 다음에 특별히 지카바이러스에 면역이 돼 있는 히말라야 원숭이 혈청을 이용한 중화 검사에서 쥐의 뇌의 바이러스가 시험되었다. 1명은 열과 황달과 기침과 광범위 관절통, 다른 1명은 열과 두통과 눈 뒤와 관절의 통증이 있는 두 감염 환자의 혈액에서는 대조적으로 어떤 바이러스도 분리되지 않았다. 감염은 지카바이러스 특이 혈청 항체의 발원으로 입증되었다. 인도에서 수행된 한 연구에서는 '유의미한 수'의 인도인들이 이 바이러스에 면역 반응을 나타낸다는 것을 보여줬는데, 이는 이 바이러스가 인간 개체군 내에서 오랫동안 널리 퍼져 있었다는 것을 암시한다.

### 적도 아프리카에서 아시아로 전파
1951년에서 1981년에 걸쳐 지카바이러스의 인간 감염의 증거가 중앙 아프리카 공화국, 이집트, 가봉, 시에라리온, 탄자니아, 우간다와 같은 다른 아프리카 국가뿐만 아니라 인도, 인도네시아, 말레이시아, 필리핀, 타이, 베트남과 같은 아시아 일부에서도 보고되었다. 최초로 발견된 이후 2007년까지는 아프리카와 동남아시아에서 인간에 전염된 예는 14건 뿐이었다.

### 미크로네시아(2007년)
2007년 4월, 미크로네시아 연방의 야프섬에서 아프리카와 아시아 외 지역에서는 처음으로 지카열이 발생하였다. 발진, 결막염, 관절통이 특징으로, 초기에는 뎅기열, 치쿤구니야 바이러스병, 로스리버 바이러스병으로 여겨지기도 했다. 어쨌거나, 급성기 환자로부터의 혈청 표본은 지카 바이러스의 RNA를 포함하고 있었다. 확인된 발병 사례는 49건, 확인되지 않은 59건으로, 입원이나 사망은 없었다. 이후 폴리네시아, 이스터 섬, 쿡 제도, 뉴칼레도니아에서도 유행병이 발생하였다.

### 아메리카 대륙(2015년-현재)
2015년 4월 이후 브라질에서 시작되어 광범위하게 발생이 진행중인 지카 바이러스는 남아메리카와 중앙 아메리카, 카리브 제도에까지 확산되었다. 2016년 1월, 미국 질병통제예방센터(Centers for Disease Control and Prevention, CDC)에서는 지카 바이러스의 전파가 진행되고 있는 지역으로의 여행에 대하여 2단계의 여행 경보를 발령하였다. CDC는 또한 임신 계획이 있는 여성은 여행 전에 의사와 상의할 것을 제안하였다. 영국의 정부 또는 보건 기관, 아일랜드, 뉴질랜드, 캐나다, 유럽 연합 등도 곧이어 유사한 여행 경보를 발령하였다. 콜롬비아의 보건사회보호부(Ministry of Health and Social Protection) 장관은 8개월간 임신을 피할 것을 권고하였고, 에쿠아도르, 엘살바도르, 자메이카 등도 유사한 경고를 발표하였다.
브라질 리오데자네이루 당국은 2016년 하계 올림픽 기간 동안 시내에서 지카 바이러스의 확산 방지를 위한 계획을 발표하였다.
CDC에 의하면 브라질 보건당국은 2015년 10월부터 2016년 1월까지 3,500명 이상의 소두증 사례를 보고하였다. 영향을 받은 아기의 일부는 심한 소두증이 있었고, 일부는 목숨을 잃었다. 임신 중의 감염에 관련될 수 있는 결과의 전 영역과 태아에게 위험을 줄 수 있는 요소는 아직 충분히 밝혀지지 않았다. 임신 중 지카 바이러스 감염의 위험성에 대해서는 많은 연구가 계획되어있다. 브라질에서 가장 심하게 영향을 받은 지역에서는 신생아의 약 1%가 소두증이 의심되었다. 2016년 3월에는 쿠바에서도 지카바이러스에 감염된 첫번째 자국민 환자가 나타나 우려가 커지고 있다. 이 환자는 해외여행을 나간 이력이 없기 때문에 더 큰 의혹과 걱정을 야기시키는 일이라고 볼 수 있겠다.

## 2016 리우 올림픽
브라질은 올림픽을 통해 경제 상황을 좋게 하려고 시도하였으나 지카의 유행으로 타격을 입게 되었다.

## 같이 보기
- 지카열 (지카바이러스 감염증)
- 길랭-바레 증후군
- 소두증
- 탈산림화